# Таураге
 Тази статия е за града в Литва.  За общината вижте Таураге (районна община).  
Таурагѐ (на литовски: Tauragė]; на жемайтийски диалект: Tauragie; на полски: Taurogi]; на немски: Tauroggen) е индустриален град в Западна Литва. Административен център е на Таурагски окръг, Таурагска община, както и на селската Таурагска енория, без да е част от нея. Самият град е обособен в самостоятелна енория с площ 15,7 км2.

## География
Градът се намира в етнографската област Жемайтия. Разположен е край река Юра, на 147 километра северозападно от Каунас, на 91 километра югоизточно от Клайпеда и на 147 километра североизточно от Калининград.

## История
Селището е възникнало в земята на балтийското племе скалви.
Известен е от 16 век.

## Население
Населението на града възлиза на 22 018 души (по приблизителна оценка от януари 2018 г.). Гъстотата е 1402 души/км2.
Демографско развитие

## Промишленост
В града се произвеждат строителни материали и мебели. Има хранително-вкусова промишленост.

## Градове партньори
- Белхатов, Полша
- Кутно, Полша
- Ридщат, Германия
- Советцк, Русия
- Талси, Латвия
- Brienne-le-Chateau, Франция